# Politique dans la Région de Bruxelles-Capitale
La Région de Bruxelles-Capitale (en néerlandais : Brussels Hoofdstedelijk Gewest) est l'une des trois régions de Belgique. À ce titre, elle dispose de ses propres institutions, du pouvoir exécutif et du pouvoir législatif. Officiellement bilingue, elle dépend à la fois de la Communauté flamande et de la Communauté française pour les questions éducatives et culturelles.

## Institutions régionales
La Région dispose d'un parlement élu au suffrage universel direct, devant lequel sont responsables les huit membres gouvernement, dont le ministre-président.

### Compétences
La Région dispose des compétences suivantes : 
- l'aménagement du territoire, l'urbanisme, la rénovation urbaine ;
- le logement
- les travaux publics, avec les routes, les voies hydrauliques, les ports et leurs dépendances ;
- les transports en commun régionaux ;
- les aspects régionaux de la politique économique et le commerce extérieur ;
- la politique de l'emploi, avec le placement des travailleurs et les programmes de remise au travail des chômeurs ;
- la protection de l'environnement et la conservation de la nature ;
- les aspects régionaux de la politique de l'énergie ;
- l'organisation et la tutelle des pouvoirs locaux (communes, intercommunales) ;
- la recherche scientifique se rapportant aux matières régionales ;
- les relations internationales se rapportant aux matières régionale ;
- l'agriculture.

### Parlement

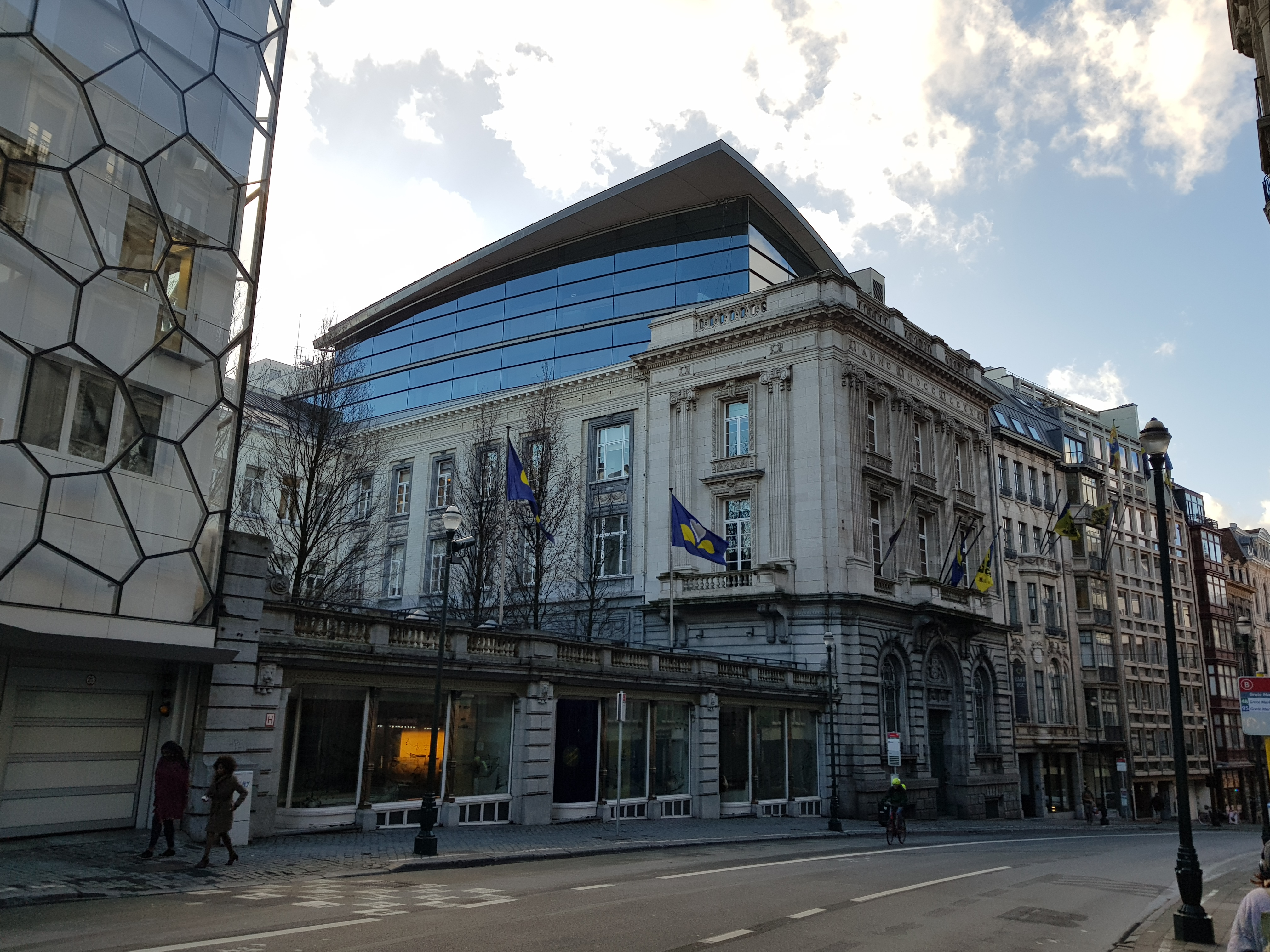
Le siège du Parlement.

Le Parlement (Brussels Hoofdstedelijk Parlement) est constitué de 89 députés élus pour un mandat de cinq ans au suffrage universel direct par l'ensemble des citoyens de la région. Les parlementaires sont répartis en deux groupes linguistiques : 72 députés appartiennent au groupe francophone et 17 au groupe néerlandophone.
Le président du Parlement est le socialiste francophone Rachid Madrane.

### Gouvernement
Le gouvernement (Brusselse Hoofdstedelijke Regering) comprend le ministre-président, quatre ministres (deux issus de chaque groupe linguistique) et trois secrétaires d'État. Les huit membres du cabinet sont élus par le Parlement, et désignent le ministre-président en leur sein.
Le ministre-président est le socialiste francophone Rudi Vervoort.

## Institutions communautaires
Bruxelles-Capitale constituant une région, elle ne peut exercer de compétences dans les domaines dévolus aux communautés.
Francophones et néerlandophones disposent donc d'institutions séparées pour les questions liées à une communauté linguistique spécifique : la commission communautaire française (COCOF) et la Commission communautaire flamande (Vlaamse Gemeenschapscommissie). Ainsi, une école dans la région bruxelloise dépend, en tant qu'institution pédagogique, de la Communauté française ou de la Communauté flamande en fonction de la langue parlée.
En revanche, les matières communautaires qui ne dépendent pas du groupe linguistique relèvent de la Commission Communautaire Commune (COCOM, en néerlandais : Gemeenschappelijke Gemeenschapscommissie).

### Organisation de la COCOF
Elle dispose d'un pouvoir décrétal. Elle est formée d'un collège (organe exécutif) et d'une assemblée, appelée le Parlement francophone (organe législatif). L'assemblée réunit les 72 députés francophones du Parlement régional.

### Organisation de la VGC
Elle bénéficie d'un pouvoir réglementaire. Elle est dotée d'un collège (exécutif) — qui rassemble les deux ministres et le secrétaire d'État du groupe linguistique néerlandophone — et d'une assemblée, le Conseil, formé des 17 parlementaires régionaux du groupe néerlandais.

## Gouverneur
Le gouverneur a été remplacé en 2014 par un haut fonctionnaire, nommé par le gouvernement régional avec l'accord du conseil des ministres fédéral.
Les tâches du gouverneur à Bruxelles sont essentiellement en rapport avec la sécurité, l'application des lois fédérales et la tutelle fédérale sur les différents niveaux de pouvoirs (communes, CPAS, police, etc.)

## Scène politique
Depuis l'accession de la région à l'autonomie en 1989, le Parti socialiste (PS) et le Mouvement réformateur (MR) — ou son prédécesseur le Parti réformateur libéral (PRL) — dominent la scène politique francophone, donc régionale puisque les Belges de langue française sont majoritaires parmi les habitants de Bruxelles-Capitale. Ainsi, le PS a exercé la direction du gouvernement pendant cinq des six législatures. À l'inverse de la Région wallonne, le Front démocratique des francophones (FDF, devenu DéFI en 2015) exerce une certaine influence, notamment en participant au gouvernement.